# Acropyga epedana
Acropyga epedana é uma espécie de formiga do gênero Acropyga, pertencente à subfamília Formicinae.